# Ralf Valkysers
Ralf Valkysers (* 8. November 1965 in Kevelaer) war hauptamtlicher Bürgermeister von Kerpen. 

## Leben
Seine Schulzeit verbrachte Valkysers in Weeze und am Collegium Augustinianum Gaesdonck bei Goch. Bei der Gemeindeverwaltung in Weeze erlernte er den Beruf des Verwaltungsfachangestellten. Am Studieninstitut für kommunale Verwaltung in Duisburg qualifizierte er sich weiter zum Verwaltungsfachwirt. Besondere Stationen seines beruflichen Werdeganges waren die Stadtverwaltung in Duisburg und die Dekanatsrendantur Grevenbroich/Dormagen, deren Leiter er mehrere Jahre war. 1999 wählten ihn die Bürger der Stadt Kerpen zum ersten hauptamtlichen Bürgermeister der Stadt. Dieses Amt übte er bis zum Herbst 2004 aus. Heute arbeitet der Verwaltungsfachwirt als Projektleiter bei der Stadtverwaltung Krefeld.
| Personendaten    | Personendaten       |
| ---------------- | ------------------- |
| NAME             | Valkysers, Ralf     |
| KURZBESCHREIBUNG | deutscher Politiker |
| GEBURTSDATUM     | 8. November 1965    |
| GEBURTSORT       | Kevelaer            |